# Tsukiji Hongan-ji
Le Tsukiji Hongan-ji (築地本願寺), parfois romanisé de façon archaïque en Hongwan-ji, est un temple bouddhiste de l'école Jodo Shinshu situé dans le quartier de Tsukiji de l'arrondissement Chūō-ku à Tokyo.

## Histoire
Le temple prédécesseur du Tsukiji Hongan-ji est l'Edo-Asakusa Gobo (江戸浅草御坊), construit à Asakusa en 1617 à la demande de Junnyo Shōnin, 12e monshu. Ce temple est détruit par le feu lors d'un incendie généralisé de la ville en 1657 et le shogunat refuse d'autoriser sa reconstruction à Asakusa à cause de projets antérieurs pour cet emplacement.
Au lieu de cela, le temple est déplacé vers une nouvelle parcelle de terre récupérée sur la Sumida-gawa, l'actuel Tsukiji. Cette terre passe pour avoir été récupérée par les disciples du Jodo Shinshu eux-mêmes qui vivent à Tsukudajima. Le nom « Tsukiji » vient du caractère kanji qui signifie « terres asséchées ». Ce nouveau temple, appelé Tsukiji Gobo (築地御坊), reste en place jusqu'à ce qu'il soit rasé lors du séisme de 1923 de Kantō.
L'actuel Tsukiji Hongan-ji, conçu par l'architecte Itō Chūta de l'Université de Tokyo, est construit entre 1931 et 1934. Il est remarquable par son architecture unique, influencée par les temples de l'Asie du Sud.
La veillée mortuaire de Hiroaki Shukuzawa (en) s'est tenue au temple le 22 juin 2006 et, comme le temple a été le site de la cérémonie funéraire du populaire musicien de rock Hide (Hideto Matsumoto) en 1998, un mémorial se trouve dans le hall principal lui-même.
En 2017, le temple a ouvert son centre d’information, qui comprend également le café Tsumugi et une librairie, ainsi qu’une terrasse au deuxième étage depuis laquelle les visiteurs peuvent profiter d'une vue panoramique sur le bâtiment principal.

## Description

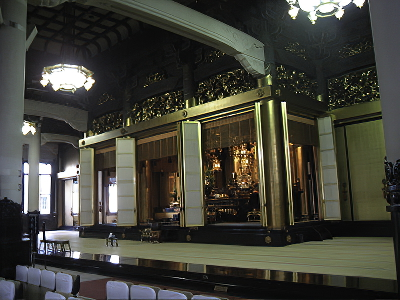
Le hon-dō (bâtiment principal) à l'intérieur du Tsukiji Hongan-ji

Itō Chūta s’est inspiré de motifs d'architectures bouddhiques de Chine, d’Inde et de Turquie, et a inclus des éléments japonais et occidentaux (vitraux, chandelier, chaises pour prier, orgue). Le béton est le principal matériau du temple, et non le bois comme il est coutume au Japon.
Le bâtiment principal (hondō) possède un dôme inspiré de l'architecture indo-bouddhiste, dont la façade extérieur est ornée d'une feuille du figuier des pagodes (l'arbre de la Bodhi dans le bouddhisme) avec une fleur de lotus en son centre. Ces fenêtres sont principalement de style japonais katōmado alors que les décorations des piliers, des avant-toits et des garde-corps rappellent les anciennes cultures grecques et islamiques.
De nombreuses sculptures de créatures, imaginaires ou réelles, décorent le hondō : komainu, shishi, oiseaux, singes, éléphants, et même une sculpture faisant penser au Grand Sphinx de Gizeh.
À côté du bâtiment principal se trouve le kaikan comprenant un hall de mariage, un salon, un restaurant japonais, une boutique de souvenirs et un hôtel.
Le Hongan-ji est une destination de pèlerinage du fait des objets ayant appartenu au prince Shōtoku, à Shinran Shonin et à Shonyō Shōnin. Shonyō Shōnin (1911-2002), le 23e monshu est vénéré à la gauche de l'autel principal en l'honneur de sa contribution à la propagation de l'enseignement Jodo Shinshu à l'extérieur de telle sorte que ses disciples ne le soient pas que de nom.
Le temple est proche de la station de métro Tsukiji de la ligne Hibiya.